# Cracker Island (singolo)
Cracker Island è un singolo discografico del gruppo musicale britannico Gorillaz, pubblicato nel 2022 ed estratto dal loro ottavo album in studio, l'omonimo Cracker Island, uscito nel 2023. Il brano vede la partecipazione del bassista e cantante statunitense Thundercat.

## Tracce
- Download digitale

1. Cracker Island (feat. Thundercat) – 3:33

## Video musicale
Il videoclip della canzone è stato diretto da Jamie Hewlett e Fx Goby.